# Saltos ornamentais no Campeonato Mundial de Esportes Aquáticos de 2022
Os eventos dos saltos ornamentais no Campeonato Mundial de Esportes Aquáticos de 2022 ocorreram de 26 de junho a 3 de julho de 2022, em Budapeste, na Hungria.

## Calendário
| Junho/Julho de 2022 | 17 sex | 18 sáb | 19 dom | 20 seg | 21 ter | 22 qua | 23 qui | 24 sex | 25 sáb | 26 dom | 27 seg | 28 ter | 29 qua | 30 qui | 01 sex | 02 sáb | 03 dom | Final por esportes |
| ------------------- | ------ | ------ | ------ | ------ | ------ | ------ | ------ | ------ | ------ | ------ | ------ | ------ | ------ | ------ | ------ | ------ | ------ | ------------------ |
| Saltos ornamentais  |        |        |        |        |        |        |        |        |        | 1      | 1      | 2      | 3      | 2      | 1      | 1      | 2      | 13                 |

## Eventos
Treze eventos com atribuição de medalhas foram realizados.
Horário local (UTC+2).
| Date        | Time  | Event                                                      |
| ----------- | ----- | ---------------------------------------------------------- |
| 26 de junho | 09:00 | Trampolim sincronizado 3 m masculino (rodada preliminar)   |
| 26 de junho | 12:00 | Plataforma 10 m feminino (rodada preliminar)               |
| 26 de junho | 16:00 | Trampolim sincronizado 3 m masculino (final)               |
| 26 de junho | 18:30 | Plataforma 10 m feminino (semifinal)                       |
| 27 de junho | 09:00 | Trampolim 3 m masculino (rodada preliminar)                |
| 27 de junho | 16:00 | Trampolim 3 m masculino (semifinal)                        |
| 27 de junho | 19:00 | Plataforma 10 m feminino (final)                           |
| 28 de junho | 10:00 | Plataforma sincronizada 10 m masculino (rodada preliminar) |
| 28 de junho | 16:00 | Trampolim 3 m masculino (final)                            |
| 28 de junho | 19:00 | Plataforma sincronizada 10 m masculino (final)             |
| 29 de junho | 10:00 | Trampolim 1 m feminino (rodada preliminar)                 |
| 29 de junho | 14:30 | Evento em equipes 3 m / 10 m (final)                       |
| 29 de junho | 17:00 | Trampolim 1 m feminino (final)                             |
| 29 de junho | 19:00 | Trampolim sincronizado 3 m misto (final)                   |
| 30 de junho | 09:00 | Plataforma sincronizada 10 m feminino (rodada preliminar)  |
| 30 de junho | 12:00 | Trampolim 1 m masculino (rodada preliminar)                |
| 30 de junho | 17:00 | Plataforma sincronizada 10 m feminino (final)              |
| 30 de junho | 19:00 | Trampolim 1 m masculino (final)                            |
| 1 de julho  | 10:00 | Trampolim 3 m feminino (rodada preliminar)                 |
| 1 de julho  | 16:00 | Trampolim 3 m feminino (semifinal)                         |
| 1 de julho  | 19:00 | Trampolim sincronizado 3 m misto (final)                   |
| 2 de julho  | 10:00 | Plataforma 10 m masculino (rodada preliminar)              |
| 2 de julho  | 16:00 | Plataforma 10 m masculino (semifinal)                      |
| 2 de julho  | 19:00 | Trampolim 3 m feminino (final)                             |
| 3 de julho  | 11:00 | Trampolim sincronizado 3 m feminino (rodada preliminar)    |
| 3 de julho  | 15:00 | Trampolim sincronizado 3 m feminino (final)                |
| 3 de julho  | 17:00 | Plataforma 10 m masculino (final)                          |

## Medalhistas
Masculino
| Evento                                | Ouro                             | Ouro   | Prata                                         | Prata  | Bronze                                       | Bronze |
| ------------------------------------- | -------------------------------- | ------ | --------------------------------------------- | ------ | -------------------------------------------- | ------ |
| Trampolim 1 m individual detalhes     | CHN Wang Zongyuan                | 493.30 | GBR Jack Laugher                              | 426.95 | AUS Li Shixin                                | 395.40 |
| Trampolim 3 m individual detalhes     | CHN Wang Zongyuan                | 561.95 | CHN Cao Yuan                                  | 492.85 | GBR Jack Laugher                             | 473.30 |
| Plataforma 10 m individual detalhes   | CHN Yang Jian                    | 515.55 | JPN Rikuto Tamai                              | 488.00 | CHN Yang Hao                                 | 485.45 |
| Trampolim 3 m sincronizado detalhes   | CHN China Cao Yuan Wang Zongyuan | 459.18 | GBR Grã-Bretanha Anthony Harding Jack Laugher | 451.71 | GER Alemanha Timo Barthel Lars Rüdiger       | 406.44 |
| Plataforma 10 m sincronizado detalhes | CHN China Yang Hao Lian Junjie   | 467.79 | GBR Grã-Bretanha Matty Lee Noah Williams      | 427.71 | CAN Canadá Rylan Wiens Nathan Zsombor-Murray | 417.12 |

Feminino
| Evento                                | Ouro                              | Ouro   | Prata                                            | Prata  | Bronze                                          | Bronze |
| ------------------------------------- | --------------------------------- | ------ | ------------------------------------------------ | ------ | ----------------------------------------------- | ------ |
| Trampolim 1 m individual detalhes     | CHN Li Yajie                      | 300.85 | USA Sarah Bacon                                  | 276.65 | CAN Mia Vallée                                  | 276.60 |
| Trampolim 3 m individual detalhes     | CHN Chen Yiwen                    | 366.90 | CAN Mia Vallée                                   | 329.00 | CHN Chang Yani                                  | 325.85 |
| Plataforma 10 m individual detalhes   | CHN Chen Yuxi                     | 417.25 | CHN Quan Hongchan                                | 416.95 | MAS Pandelela Rinong                            | 338.58 |
| Trampolim 3 m sincronizado detalhes   | CHN China Chang Yani Chen Yiwen   | 343.14 | JPN Japão Rin Kaneto Sayaka Mikami               | 303.00 | AUS Austrália Maddison Keeney Anabelle Smith    | 294.12 |
| Plataforma 10 m sincronizado detalhes | CHN China Chen Yuxi Quan Hongchan | 368.40 | USA Estados Unidos Delaney Schnell Katrina Young | 299.40 | MAS Malásia Nur Dhabitah Sabri Pandelela Rinong | 298.68 |

Misto (Masculino e Feminino)
| Evento                                | Ouro                               | Ouro   | Prata                                      | Prata  | Bronze                                                  | Bronze |
| ------------------------------------- | ---------------------------------- | ------ | ------------------------------------------ | ------ | ------------------------------------------------------- | ------ |
| Trampolim 3 m sincronizado detalhes   | CHN China Zhu Zifeng Lin Shan      | 324.15 | ITA Itália Matteo Santoro Chiara Pellacani | 293.55 | GBR Grã-Bretanha James Heatly Grace Reid                | 287.61 |
| Plataforma 10 m sincronizado detalhes | CHN China Duan Yu Ren Qian         | 341.16 | UKR Ucrânia Sofiya Lyskun Oleksii Sereda   | 317.01 | USA Estados Unidos Delaney Schnell Carson Tyler         | 315.90 |
| Equipe detalhes                       | CHN China Quan Hongchan Bai Yuming | 391.40 | FRA França Jade Gillet Alexis Jandard      | 358.50 | GBR Grã-Bretanha Andrea Spendolini-Sirieix James Heatly | 357.60 |

## Quadro de medalhas
| Ordem | País           | Medalha de ouro | Medalha de prata | Medalha de bronze | Total |
| ----- | -------------- | --------------- | ---------------- | ----------------- | ----- |
| 1     | China          | 13              | 2                | 2                 | 17    |
| 2     | Alemanha       | 0               | 3                | 3                 | 6     |
| 3     | Estados Unidos | 0               | 2                | 1                 | 3     |
| 4     | Japão          | 0               | 2                | 0                 | 2     |
| 5     | Canadá         | 0               | 1                | 2                 | 3     |
| 6     | França         | 0               | 1                | 0                 | 1     |
| 6     | Itália         | 0               | 1                | 0                 | 1     |
| 6     | Ucrânia        | 0               | 1                | 0                 | 1     |
| 09    | Austrália      | 0               | 0                | 2                 | 2     |
| 09    | Malásia        | 0               | 0                | 2                 | 2     |
| 11    | Alemanha       | 0               | 0                | 1                 | 1     |
| Total | Total          | 13              | 13               | 13                | 39    |